# Polypodium
Polypodium L.  es un  género de alrededor de 75-100 especies de helechos, distribuidos alrededor del mundo, principalmente en las regiones templadas del hemisferio norte.
Pueden ser epífitas o terrestres, y unas pocas especies crecen sobre rocas. Tienen rizomas rastreros, escamosos y marrón rojizo, y frondes pinnadas o bipinnadas de un verde claro a medio y largamente pecioladas, normalmente con menos de 75 cm de largo. Con tendencia a producir frondes crestadas y otras formas raras, eran muy populares entre los coleccionistas victorianos.
En cuanto al cultivo, su resistencia a las heladas varía considerablemente entre las especies, pero por lo demás se cultivan con facilidad en cualquier suelo húmedo y bien drenado en sombra moteada. La adición de humus fomenta un follaje frondoso. Se multiplican por división o sembrando esporas.

## Especies
- Polypodium abitaguae
- Polypodium alfredii

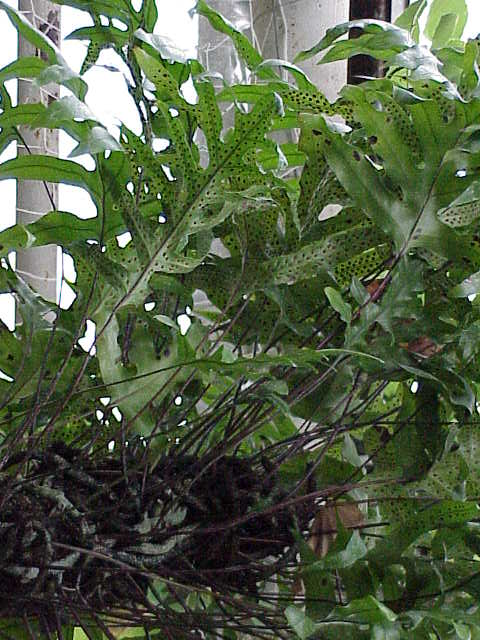
Polypodium billardieri

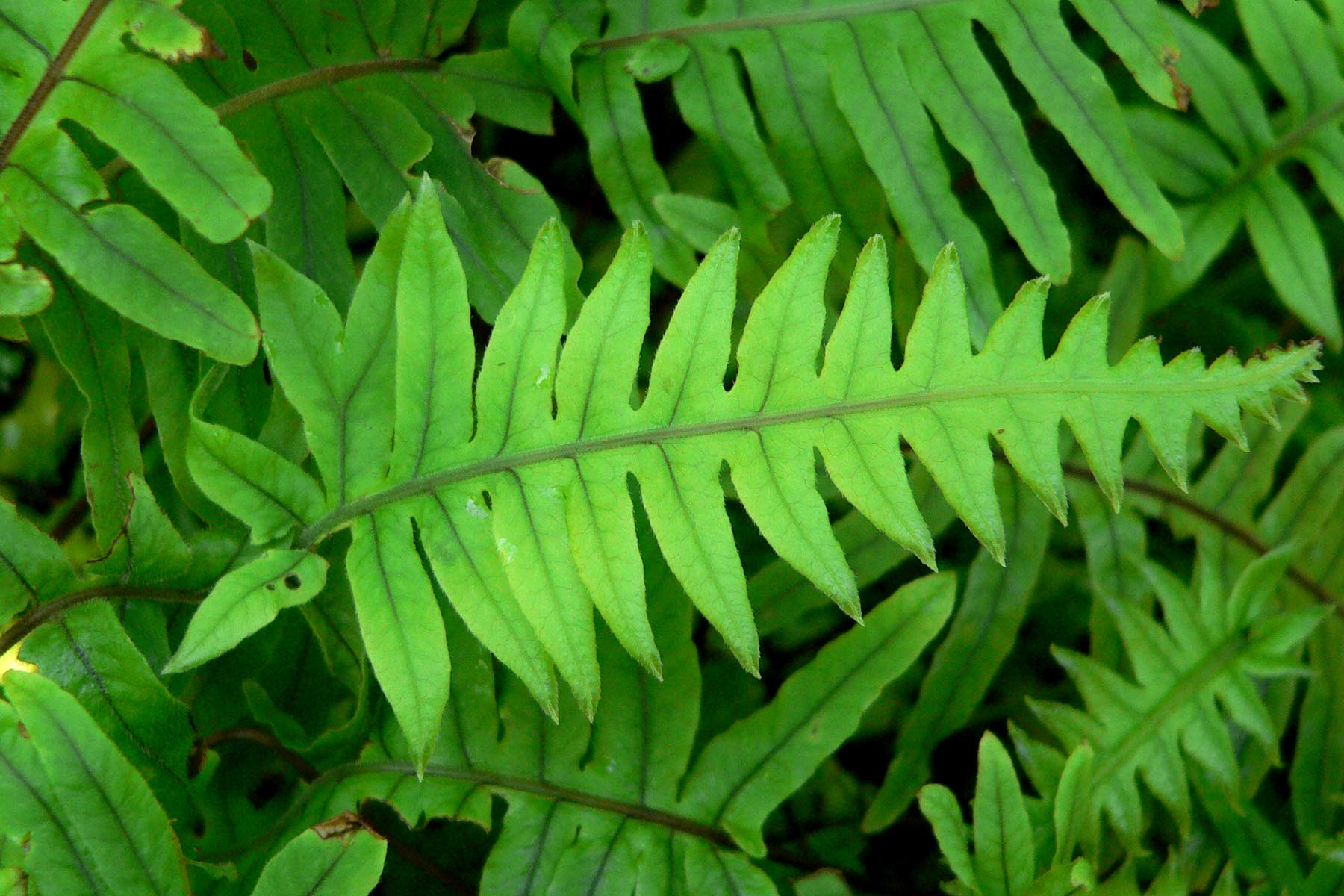
Polypodium formosanum cv. 'Cristatum'

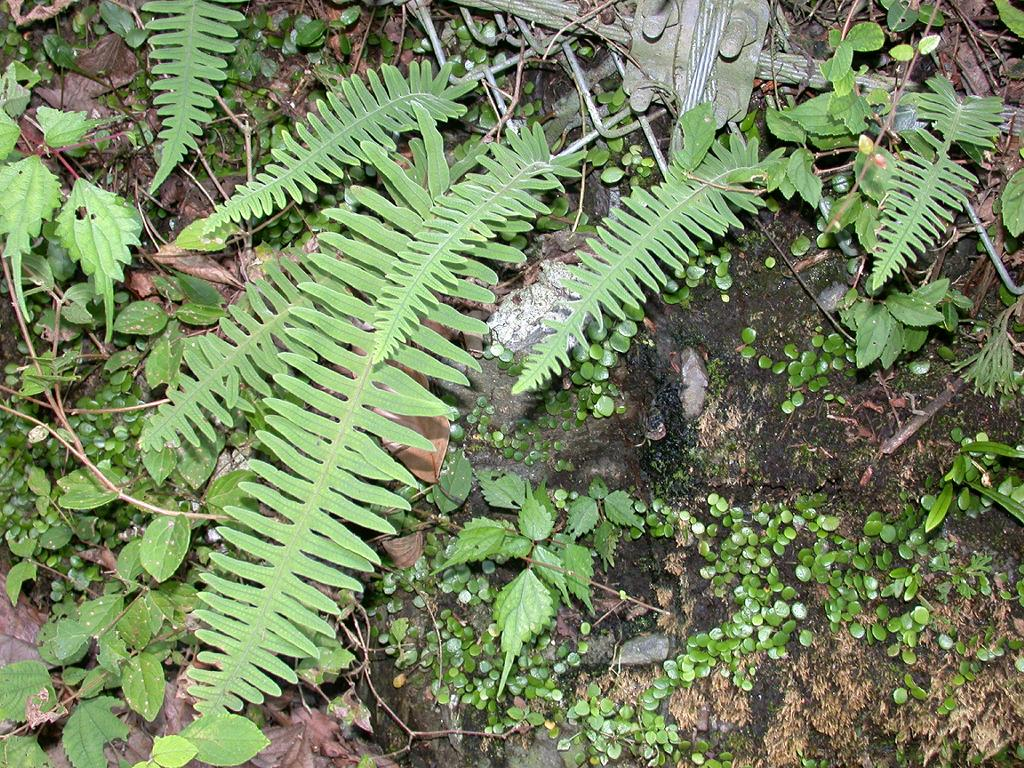
Polypodium nipponicum

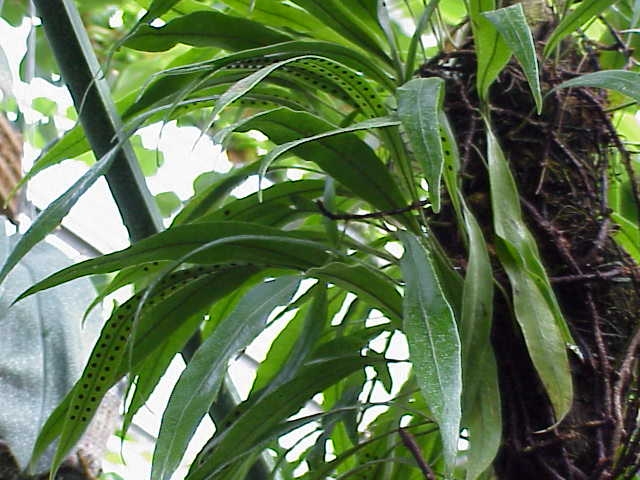
Polypodium percussum

- Polypodium amorphum Suksdorf – Polipodio Irregular
- Polypodium appalachianum Haufler & Windham –
- Polypodium argentinum Maxon
- Polypodium argyrolepis Sodiro
- Polypodium asterolepis Baker
- Polypodium billardieri
- Polypodium californicum Kaulf.
- Polypodium calirhiza – Habit Polypody
- Polypodium cambricum L. (= P. australe Fée) – Polipodio del sur
- Polypodium chionolepis Sodiro
- Polypodium crassifolium Sessé & Moc.
- Polypodium decumanum Willd. –  Helecho Calaguala
- Polypodium excavatum Roxb.
- Polypodium exiguum – Hug-me-tight
- Polypodium feei (Bory) Mett.
- Polypodium × font-queri (P. cambricum × P. vulgare)
- Polypodium formosanum Baker
- Polypodium furfuraceum Schltdl. & Cham.
- Polypodium glycyrrhiza D.C.Eaton
- Polypodium hesperium Maxon – Polipodio occidental
- Polypodium incanum Sw.
- Polypodium × incognitum
- Polypodium interjectum Shivas – Polipodio intermedio
- Polypodium latissimum
- Polypodium lepidopteris (Langsd. & Fisch.) Kunze
- Polypodium lonchitis L.
- Polypodium macaronesicum Bobrov
- Polypodium × mantoniae (P. interjectum × P. vulgare)
- Polypodium mindense
- Polypodium mixtum
- Polypodium nigrescens Blume
- Polypodium nipponicum – aonekazura' ( en Japonés)
- Polypodium percussum
- Polypodium phymatodes L.
- Polypodium piligerum
- Polypodium pycnocarpum C.Chr.
- Polypodium quitense
- Polypodium rimbachii
- Polypodium × rothmaleri (P. cambricum × P. interjectum)
- Polypodium saximontanum Windham
- Polypodium scouleri Hook. & Grev. –  Polipodio de costa
- Polypodium scutulatum Sodiro
- Polypodium segregatum
- Polypodium sibiricum Sipliv. – Polipodio de Siberia
- Polypodium triseriale Sw.
- Polypodium virginianum L. – Polipodio de roca
- Polypodium vulgare – Polipodio común

Un número de especies formalmente incluidas en el género han sido recientemente transferidas a otros géneros, incluyendo  Campyloneurum, Cyathea, Microgramma, Nephrolepis, Neurodium, Pecluma, Phlebodium, y Pleopeltis.